# Lilla Sniken
Lilla Sniken är en sjö i Karlskoga kommun i Värmland och ingår i Göta älvs huvudavrinningsområde. Sjön är 3 meter djup, har en yta på 0,001 kvadratkilometer och är belägen 220 meter över havet.